# Dau Barcelona
Dau Barcelona és un festival de jocs de taula, dirigit a les famílies i també als jugadors experimentats que es va crear el 2012 a Barcelona.
El festival posa a l'abast jocs de tauler contemporanis i tradicionals, de cartes, de rol, de miniatures, de simulació històrica, i també es pot jugar a les bitlles, al bèlit, a la morra o al futbol de botons. L'activitat principal es desenvolupa durant un cap de setmana a finals de novembre.
Tradicionalment ha tingut diversos escenaris, com la Fàbrica Fabra i Coats del Districte de Sant Andreu, el Born Centre de Cultura i Memòria i el Canòdrom: Parc de Recerca Creativa, tot i que en les darreres edicions s'ha centrat a la Fàbrica Fabra i Coats. A més, durant els dies previs també se celebren activitats paral·leles en diferents punts de la ciutat, com centres cívics, biblioteques i espais a l'aire lliure.

## Història
El festival se celebra a finals d'any a la ciutat de Barcelona des de l'any 2012 per iniciativa de l'Institut de Cultura de Barcelona de l'Ajuntament de Barcelona.
És un punt de trobada dels aficionats als jocs i també de reunió de professionals del sector editorial dels jocs de taula i de molts dels seus creadors. Cada edició compta amb presentacions de novetats del sector i l'assistència d'especialistes.
L'espai del festival es distribueix en diverses zones on els assistents poden jugar a multitud de jocs, principalment de taula.

## Edicions

### 1a edició, 2012[2]
Es va celebrar el cap de setmana del 15 i el 16 de desembre de 2012, amb una conferència inaugural a càrrec de Tom Werneck i una altra de Benjamin Teuber.

### 2a edició, 2013[4]
Es va celebrar el cap de setmana del 14 i el 15 de desembre de 2013, amb la primera gala de lliurament de Premis DAU Barcelona divendres 13. Hi van haver diverses conferències, per exemple d'Oriol Comas o de Màrius Serra.

### 3a edició, 2014[7]
Es va celebrar el cap de setmana del 13 i el 14 de desembre de 2014. Dimarts 9 Anton Planelles va fer una conferència prèvia i divendres 12 Nadine Gordimenr, directora del Festival International des Jeux de Cannes, en va fer la conferència inaugural i es va fer la gala de lliuraments de premis. Aquesta edició el festival va multiplicar per tres l'espai i va incorporar el jocs tradicionals, de miniatures, de simulació històrica i de rol. També va ser el primer any que hi va haver autors convidats: Bruno Faidutti, Jason Matthews i Philippe des Pallières.

### 4a edició, 2015[11]
Es va celebrar el cap de setmana del 12 i el 13 de desembre de 2015. La conferència inaugural la va fer la psicòloga especialista en neurociències Núria Guzmán dijous 10, i la gala de lliuraments de premis va tenir lloc divendres 11. Aquesta edició es va descentralitzar i, a més del recinte de Fabra i Coats, es van fer activitats al Born, al Canòdrom i a vàries places del barri de Sant Andreu. El nombre d'autors convidats es va reduir a només un, Roberto Fraga.
El 2015 es va celebrar el primer concurs de protojocs DAU/Verkami en una iniciativa per a impulsar la creació de nous jocs a través del micromecenatge.

### 5a edició, 2016[14]
Es va celebrar el cap de setmana del 17 i el 18 de desembre de 2016 al recinte de Fabra i Coats. Durant aquella setmana havia tingut lloc el Dau a les Places, a diferents places del districte de Sant Andreu. Abans, dissabte 26 de novembre, se celebrà el Dau al Born, amb jocs històrics i de miniatures. La gala de lliurament de premis es va celebrar divendres 16 de desembre al Palau de la Virreina.
Aquest any no va haver-hi autor convidat. Això sí, el festival va passar a formar part del ProtoLab, un programa engegat pel Festival International des Jeux de Cannes per a afavorir la visibilització d'autors de jocs desconeguts, en col·laboració amb Verkami i de Ludo (associació espanyola d'autors de jocs). Com a novetat, s'hi va celebrar un campionat de mots encreuats amb els millors autors d'encreuats dels diaris i revistes catalans.

### 6a edició, 2017[18]
Per primer cop el festival es va celebrar el mes de novembre, el cap de setmana del 25 i 26. El dissabte anterior, al mateix recinte de Fabra i Coats, va tenir lloc el Dau històric, i durant la setmana prèvia, dins el marc de Les escoles al Dau, escoles del districte de Sant Andreu visitaren el recinte per a fer-hi activitats. Els mateixos dies tingueren lloc el Dau als barris, arreu de la ciutat, el Dau digital, amb conferències i tallers a l'antic canòdrom, i el Dau sènior, per a la gent gran.
Per primer cop la gala dels premis es féu en els mateixos dies del festival, dissabte 25, i dins d'ella l'associació d'editors espanyols atorgà el premi al millor autor espanyol de l'any. La gala va acabar amb una actuació sorpresa del grup musical Aviador DRO, el cantant i fundador del qual, Servando Carballar, és també un autor de jocs.
Una altra novetat d'aquesta edició va ser una escape room massiva, muntada a l'estadi Narcís Sala, en què van participar 600 persones.

### 7a edició, 2018
L'any 2018, van visitar el festival 26.500 persones.

### 8a edició, 2019
La Fabra i Coats va acollir la 8a edició els dies 23 i 24 de novembre, amb la participació de 48 editorials, 47 entitats i 13 clubs i organitzacions de joc històric i miniatures i una assistència de més de 30.000 visitants.
Els Premis Dau van ser per a Phil Walker-Harding (millor autor), Elizabeth Hargrave (millor autora novella), Philip Orbanes (una vida dedicada al joc) i Israel Cendreo i Sheila Santos (millor joc publicat originalment a l’Estat espanyol).

### 9a edició, 2020
En l'edició de l'any 2020 el festival només es va poder celebrar de forma virtual degut a la pandèmia de la covid-19. L'autor convidat va ser l'alemany Klaus Teuber, creador del joc Catan.

### 10a edició, 2021
El 2021, el festival va arribar a la seva desena edició i va ser l'última sota la direcció d'Oriol Comas, que n'havia estat director des del seu inici.
Els premis Dau van ser per Bruce Whitehill (a una vida dedicada al joc), Johannes Sich (millor autor) i Michal "Elwen" Stach y Michaela "Min" Stachova (millor autor novell).

### 11a edició, 2022
L'onzena edició va ser dirigida per Oriol Crespo i va comptar amb trenta-cinc mil assistents, essent un dels cinc esdeveniments de jocs de taula més importants d’Europa.
Es va premiar Ulrich Schädler (a una vida dedicada al joc), Mathias Wigge (millor autor per Ark Nova), Albert Reyes (millor autor novell per A.D.E.L.E.) i Pedro Soto (millor artista).

### 12a edició, 2023
L'edició del 2023, celebrada els dies 18 i 19 de novembre, va fer un reconeixement a Klaus Teuber, creador del Catan, mort mesos abans. També es va premiar Fred Horn (Una vida dedicada al joc), Dani García (millor autor novell pel seu joc Barcelona), Helgue Meissner, Kristian Amundsen Østby, Eilif Svensson i Anna Wermlund (millor autor, per Revive) i Amelia Sales (millor artista, per Insecta). Hi van assistir 37.000 persones.

## Els espais del festival
L'esdeveniment es desenvolupa eminentment com un espai obert a tots els públics amb jocs destinats a totes les edats.

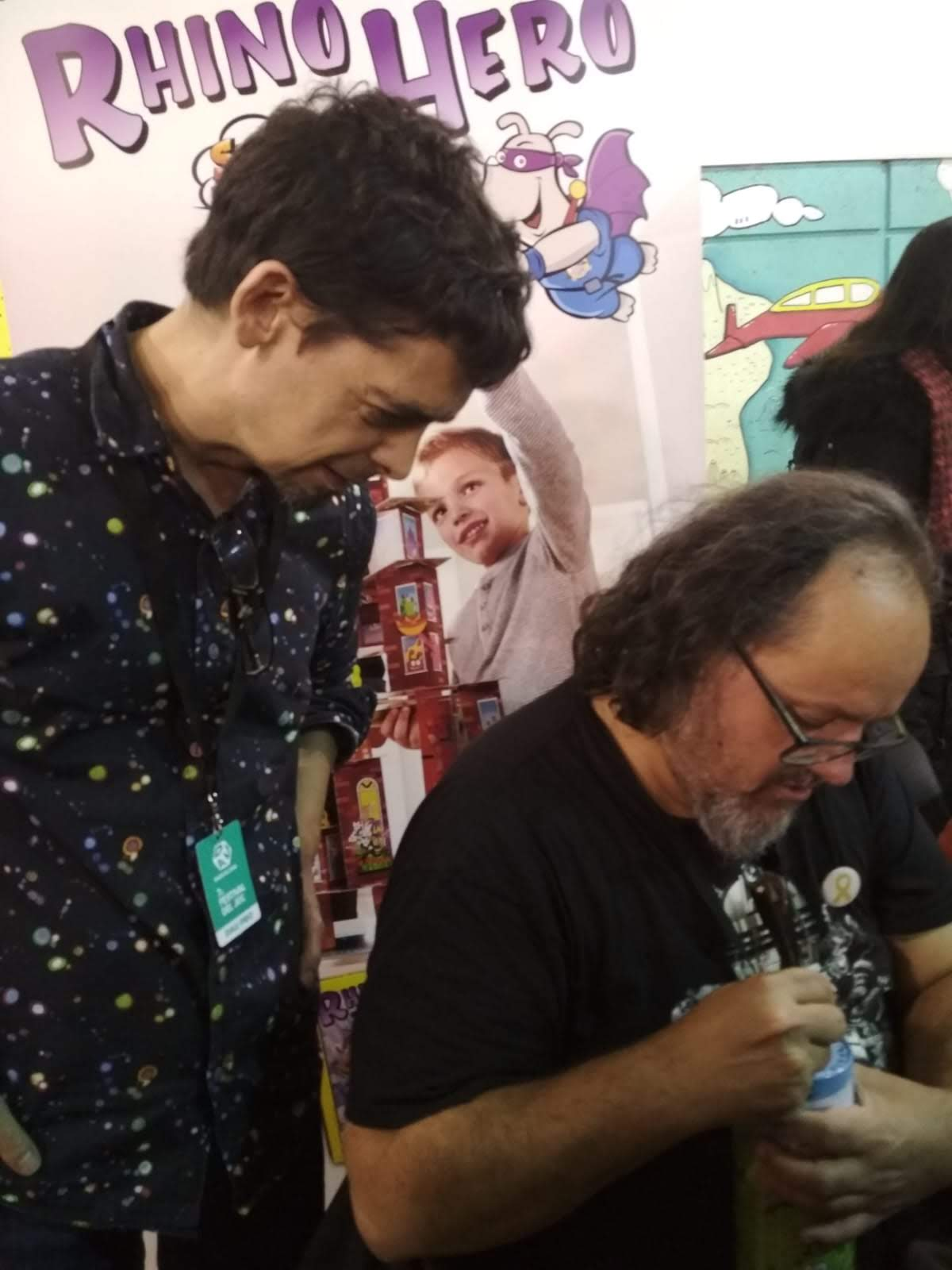
Autors signant a l'espai Dauet per a públic infantil

Els principals espais del festival són:
Gran Dau
Disposa d'un centenar de taules per a tota mena de jugadors.
Dauet (públic infantil)
Les editorials especialitzades en joc infantil presenten el seu catàleg per a infants de 5 a 10 anys.
Dau Històric
Presenta el joc històric en dos vessants: d'una banda, el joc de tauler que busca la simulació històrica, social, política, militar o econòmica; i d'una altra, el joc de miniatures (es barreja l'escultura, la pintura i el joc).
Dau Tradicional
L'objectiu és donar visibilitat als jocs tradicionals catalans i revaloritzar els carrers i places com a espais de joc i de relacions socials.
En 2021 es van inaugurar dos nous espais:
Dau dels Autors
Una trentena d'autors de Catalunya i de l'Estat espanyol hi mostren els seus jocs i hi juguen amb el públic.
Daus de Rol
Un gran espai de descoberta i iniciació als jocs de rol.
També existeixen els espais de prototips de jocs (Ludo i Verkami) i també el de Normalització Lingüística.
A més, simultàniament a la celebració del festival, en cada edició s'organitza un joc de participació massiu, que es desenvolupa durant tots els dies del certamen.
El festival complementa la presencialitat del cap de setmana principal amb xerrades, exposicions, demostracions i sessions de jocs en diferents punts de la ciutat durant els dies previs a la celebració (centres cívics, biblioteques, espais a l'aire lliure).

## Premis
Cada any s'atorguen els premis DAU Barcelona amb la voluntat de promocionar el món dels jocs. Des de la segona edició hi ha tres categories, dues per a autors en exercici i una tercera per a la carrera d'un autor viu o d'una personalitat relacionada amb els jocs. Més endavant s'hi han afegit dues categories més. Una a la iŀlustració de jocs i una altra a la promoció de jocs.

### Premi “Una vida dedicada al joc”
Aquest premi honorífic es lliura cada any a una persona que ha centrat l'activitat de la seva vida al voltant del joc, sigui des del punt de vista acadèmic, com divulgador, creatiu o comercial.
Atorguen el premi els guanyadors de les dues edicions anteriors dels Premis Dau Barcelona en aquesta mateixa categoria.
| Any  | Guanyador                    | Raó |
| ---- | ---------------------------- | --- |
| 2024 | Franco Pratesi (1940)        | historiador en jocs, especialista en escacs, dames, go i jocs de cartes                                                                |
| 2023 | Fred Horn (1945)             | historiador i autor de jocs |
| 2022 | Ulrich Schädler (1958)       | arqueòleg especialitzat en jocs, historiador de jocs, director del Museu suís dels Jocs                                                |
| 2021 | Bruce Whitehill (1946)       | coŀleccionista, historiador i autor de jocs                                                                                            |
| 2020 | Thierry Depaulis (1949)      | historiador del jocs, especialista en naips, jocs de cartes i jocs de taula                                                            |
| 2019 | Philip Orbanes (1947)        | autor de jocs, especialment en els anys 70, i especialista en Monopoly; fundador de Winning Moves Games                                |
| 2018 | Irving Finkel (1951)         | curador del Museu Britànic, traductor de les regles del joc d'Ur, especialista en jocs indis                                           |
| 2017 | Dan Glimne (1947)            | autor de jocs, conegut per DungeonQuest, de 1985                                                                                       |
| 2016 | David Parlett (1939)         | estudiós i divulgador; autor de jocs, guanyador del primer Spiel des Jahres el 1978                                                    |
| 2015 | Tom Werneck (1939)           | director de l'arxiu bavarès de jocs, jurat durant anys del Spiel des Jahres, divulgador                                                |
| 2014 | Jean-Marie Lhôte (1926)      | enginyer de formació, autor dels grans compendis Histoire des jeux de société : géométries du désir i Dictionnaire des jeux de société |
| 2013 | Erwin Glonnegger (1925-2016) | editor de l'editorial de jocs Ravensburger                                                                                             |